# Olympische Sommerspiele 1948/Teilnehmer (Libanon)
| Gelbes Symbol für Goldmedaillen mit stilisierten Olympischen Ringen | Graues Symbol für Silbermedaillen mit stilisierten Olympischen Ringen | Braundes Symbol für Bronzemedaillen mit stilisierten Olympischen Ringen |
| ------------------------------------------------------------------- | --------------------------------------------------------------------- | ----------------------------------------------------------------------- |
| —                                                                   | —                                                                     | —                                                                       |

Der Libanon nahm an den Olympischen Sommerspielen 1948 in London mit einer Delegation von acht männlichen Athleten an neun Wettkämpfen in drei Wettbewerben teil. Ein Medaillengewinn gelang keinem der Athleten. Es war die erste Teilnahme des Libanons an Olympischen Sommerspielen.

## Teilnehmer nach Sportarten

### Boxen
- Michel Ghaoui
Federgewicht: in der 1. Runde ausgeschieden

### Ringen
Griechisch-römisch
- Abdallah Sidani
Fliegengewicht: in der 2. Runde ausgeschieden

- Safi Taha
Federgewicht: in der 4. Runde ausgeschieden

- Charif Damage
Leichtgewicht: 4. Platz

- Ibrahim Mahgoub
Halbschwergewicht: in der 2. Runde ausgeschieden

Freistil
- Abou Rejaile Bechara
Leichtgewicht: in der 1. Runde ausgeschieden

### Schießen
- Khalil Hilmi
Schnellfeuerpistole 25 m: 57. Platz
Freie Pistole 50 m: 50. Platz

- Salem Salam
Kleinkalibergewehr liegend 50 m: 70. Platz